# Koddaert Ladies Open
Koddaert Ladies Open — профессиональный женский теннисный турнир. Играется на закрытых кортах с покрытием типа хард. 
Соревнования проводятся в муниципалитете Торхаут, провинции Западная Фландрия Бельгии в октябре.
После исчезновения из календаря WTA турнира в Антверпене это соревнование является крупнейшим женским теннисным турниром на территории Бельгии.

## Финалисты разных лет

### Одиночный турнир
| Год  | Чемпион        | Финалист          | Счёт             |
| ---- | -------------- | ----------------- | ---------------- |
| 2010 | Янина Викмайер | Симона Халеп      | 6-3, 6-2         |
| 2009 | Каролина Шпрем | Виктория Кутузова | 6-1, 6-4         |
| 2008 | Елена Балтача  | Ивета Бенешова    | 6-7(5), 6-1, 6-4 |
| 2007 | Клэр Фёрштейн  | Янина Викмайер    | 6-4, 6-4         |

### Парный турнир
| Год  | Чемпионы                              | Финалисты                       | Счёт             |
| ---- | ------------------------------------- | ------------------------------- | ---------------- |
| 2010 | Татьяна Гарбин Тимея Бачински         | Михаэлла Крайчек Янина Викмайер | 6-4, 6-2         |
| 2009 | Михаэлла Крайчек Янина Викмайер       | Юлия Гёргес Сандра Клеменшиц    | 6-4, 6-0         |
| 2008 | Анастасия Павлюченкова Янина Викмайер | Стефани Коэн-Алоро Селима Сфар  | 6-4, 4-6, [10-8] |
| 2007 | Мартина Бабакова Кика Хогендорн       | Елена Пиоппа Вердиана Верарди   | 7-6(2), 6-3      |